# Kerberos (protokol)
Kerberos je mrežni avtentikacijski protokol za zagotavljanje varne povezave med odjemalcem in strežnikom. Kerberos nudi močno avtentikacijsko zaščito, ki temelji na kriptografiji z uporabo skritega ključa. Kerberos so razvili leta 1988 na Massachussetts Institute of Technology (MIT) v okviru projekta Athena. Na spletnih straneh MIT je tudi možno dobiti brezplačno implementacijo tega protokola.
Protokol odpravi potrebo po izmenjavi skrite informacije (gesla) med strežnikom in odjemalcem. Kerberos je zasnovan na ključih, ki se uporabljajo za kriptiranje informacij. Tako Kerberos vzame ključ za enkripcijo, izvede enkripcijo nad sporočilom in vrne kriptirano sporočilo. Na drugi strani dekripcijski postopek vzame ključ za dekripcijo in v primeru uspeha vrne prvotno sporočilo. Ključa sta lahko različna ali pa se uporablja isti ključ tako za enkripcijo kot dekripcijo.